# Matteo Cocchi
Matteo Cocchi (Imola, 1 de febrero de 2007) es un futbolista italiano que juega de defensa para el Inter de Milán de la Serie A.

## Biografía
Tras empezar a formarse como futbolista en las categorías inferiores del Inter de Milán, finalmente fue convocado por el primer equipo en la temporada 2024-25, haciendo su debut el 11 de marzo de 2025 en la Liga de Campeones de la UEFA 2024-25 contra el Feyenoord, sustituyendo a Francesco Acerbi en el minuto 86 y ganando el partido por 2-1 tras el gol de Jakub Moder para el Feyenoord, y de Hakan Çalhanoğlu y Marcus Thuram para el Inter de Milán.

## Clubes
| Club           | País   | Año   | Partidos | Goles |
| -------------- | ------ | ----- | -------- | ----- |
| Inter de Milán | Italia | 2025- | 1        | 0     |